# Алленвіллер
Алленвілле́р (фр. Allenwiller) — колишній муніципалітет у Франції, у регіоні Гранд-Ест, департамент Нижній Рейн. Населення — 516 осіб (2011).
Муніципалітет був розташований на відстані близько 370 км на схід від Парижа, 29 км на захід від Страсбура.

## Історія
До 2015 року муніципалітет перебував у складі регіону Ельзас. Від 1 січня 2016 року належав до нового об'єднаного регіону Гранд-Ест.
1 січня 2016 року Алленвіллер, Біркенвальд, Саленталь i Сенгрист було об'єднано в новий муніципалітет Соммеро.

## Демографія
Динаміка населення (Insee ·  і Des villages de Cassini aux communes d'aujourd'hui. ):
Розподіл населення за віком та статтю (2006):
| Стать | Всього | До 15 років | 15-24 | 25-44 | 45-64 | 65-85 | Понад 85 |
| --- | ------ | ----------- | ----- | ----- | ----- | ----- | -------- |
| Чоловіки | 233    | 40          | 20    | 77    | 44    | 48    | 4        |
| Жінки | 259    | 63          | 20    | 52    | 60    | 56    | 8        |
| \| Статево-вікова піраміда \| Статево-вікова піраміда \| Статево-вікова піраміда \| \| ----------------------- \| ----------------------- \| ----------------------- \| \| Чоловіки \| Вік \| Жінки \| \| 4 \| 85 + \| 8 \| \| 16 \| 80-84 \| 8 \| \| 12 \| 75-79 \| 12 \| \| 8 \| 70-74 \| 20 \| \| 12 \| 65-69 \| 16 \| \| 0 \| 60-64 \| 12 \| \| 20 \| 55-59 \| 20 \| \| 8 \| 50-54 \| 12 \| \| 16 \| 45-49 \| 16 \| \| 27 \| 40-44 \| 16 \| \| 23 \| 35-39 \| 12 \| \| 23 \| 30-34 \| 16 \| \| 4 \| 25-29 \| 8 \| \| 8 \| 20-24 \| 8 \| \| 12 \| 15-20 \| 12 \| \| 16 \| 10-14 \| 31 \| \| 12 \| 5-9 \| 20 \| \| 12 \| 0-4 \| 12 \| |        |             |       |       |       |       |          |
| Статево-вікова піраміда |        |             |       |       |       |       |          |
| Чоловіки | Вік    | Жінки       |       |       |       |       |          |
| 4 | 85 +   | 8           |       |       |       |       |          |
| 16 | 80-84  | 8           |       |       |       |       |          |
| 12 | 75-79  | 12          |       |       |       |       |          |
| 8 | 70-74  | 20          |       |       |       |       |          |
| 12 | 65-69  | 16          |       |       |       |       |          |
| 0 | 60-64  | 12          |       |       |       |       |          |
| 20 | 55-59  | 20          |       |       |       |       |          |
| 8 | 50-54  | 12          |       |       |       |       |          |
| 16 | 45-49  | 16          |       |       |       |       |          |
| 27 | 40-44  | 16          |       |       |       |       |          |
| 23 | 35-39  | 12          |       |       |       |       |          |
| 23 | 30-34  | 16          |       |       |       |       |          |
| 4 | 25-29  | 8           |       |       |       |       |          |
| 8 | 20-24  | 8           |       |       |       |       |          |
| 12 | 15-20  | 12          |       |       |       |       |          |
| 16 | 10-14  | 31          |       |       |       |       |          |
| 12 | 5-9    | 20          |       |       |       |       |          |
| 12 | 0-4    | 12          |       |       |       |       |          |

## Економіка
2010 року серед 309 осіб працездатного віку (15—64 років) 248 були активними, 61 — неактивною (показник активності 80,3%, у 1999 році було 75,1%). З 248 активних мешканців працювало 236 осіб (126 чоловіків та 110 жінок), безробітними було 12 (3 чоловіки та 9 жінок). Серед 61 неактивної 19 осіб було учнями чи студентами, 24 — пенсіонерами, 18 були неактивними з інших причин.

У 2010 році в муніципалітеті числилось 201 оподатковане домогосподарство, у яких проживали 522,5 особи, медіана доходів виносила 20 635 євро на одного особоспоживача